# Choisy
Choisy és un municipi francès situat al departament de l'Alta Savoia i a la regió d'Alvèrnia-Roine-Alps. L'any 2007 tenia 1.562 habitants.

## Demografia

### Població
El 2007 la població de fet de Choisy era de 1.562 persones. Hi havia 540 famílies de les quals 78 eren unipersonals (49 homes vivint sols i 29 dones vivint soles), 151 parelles sense fills, 270 parelles amb fills i 41 famílies monoparentals amb fills.
La població ha evolucionat segons el següent gràfic:
Habitants censats

### Habitatges
El 2007 hi havia 610 habitatges, 544 eren l'habitatge principal de la família, 50 eren segones residències i 17 estaven desocupats. 582 eren cases i 25 eren apartaments. Dels 544 habitatges principals, 486 estaven ocupats pels seus propietaris, 41 estaven llogats i ocupats pels llogaters i 16 estaven cedits a títol gratuït; 3 tenien una cambra, 10 en tenien dues, 47 en tenien tres, 126 en tenien quatre i 358 en tenien cinc o més. 524 habitatges disposaven pel capbaix d'una plaça de pàrquing. A 162 habitatges hi havia un automòbil i a 362 n'hi havia dos o més.

### Piràmide de població
La piràmide de població per edats i sexe el 2009 era:
| Homes | Edats   | Dones |
| ----- | ------- | ----- |
| 0     | 95 o +  | 0     |
| 0     | 90 a 94 | 4     |
| 0     | 85 a 89 | 0     |
| 4     | 80 a 84 | 0     |
| 4     | 75 a 79 | 8     |
| 28    | 70 a 74 | 36    |
| 24    | 65 a 69 | 16    |
| 36    | 60 a 64 | 24    |
| 52    | 55 a 59 | 32    |
| 40    | 50 a 54 | 28    |
| 56    | 45 a 49 | 52    |
| 52    | 40 a 44 | 72    |
| 88    | 35 a 39 | 64    |
| 60    | 30 a 34 | 60    |
| 20    | 25 a 29 | 28    |
| 28    | 20 a 24 | 16    |
| 48    | 15 a 19 | 40    |
| 56    | 10 a 14 | 64    |
| 32    | 5 a 9   | 68    |
| 36    | 0 a 4   | 60    |

## Economia
El 2007 la població en edat de treballar era de 1.075 persones, 813 eren actives i 262 eren inactives. De les 813 persones actives 773 estaven ocupades (427 homes i 346 dones) i 39 estaven aturades (20 homes i 19 dones). De les 262 persones inactives 81 estaven jubilades, 108 estaven estudiant i 73 estaven classificades com a «altres inactius».

### Ingressos
El 2009 a Choisy hi havia 543 unitats fiscals que integraven 1.564,5 persones, la mediana anual d'ingressos fiscals per persona era de 23.124 €.

### Activitats econòmiques
Dels 50 establiments que hi havia el 2007, 2 eren d'empreses de fabricació d'altres productes industrials, 21 d'empreses de construcció, 8 d'empreses de comerç i reparació d'automòbils, 5 d'empreses de transport, 1 d'una empresa d'informació i comunicació, 1 d'una empresa financera, 4 d'empreses immobiliàries, 3 d'empreses de serveis, 1 d'una entitat de l'administració pública i 4 d'empreses classificades com a «altres activitats de serveis».
Dels 21 establiments de servei als particulars que hi havia el 2009, 1 era un taller de reparació d'automòbils i de material agrícola, 2 paletes, 2 guixaires pintors, 7 fusteries, 3 lampisteries, 1 electricista, 1 perruqueria, 2 agències immobiliàries i 2 salons de bellesa.
L'únic establiment comercial que hi havia el 2009 era una botiga de menys de 120 m².
L'any 2000 a Choisy hi havia 31 explotacions agrícoles que ocupaven un total de 1.216 hectàrees.

## Equipaments sanitaris i escolars
El 2009 hi havia 1 escola maternal i 1 escola elemental.

## Poblacions més properes
El següent diagrama mostra les poblacions més properes.